# Alexej Antonovitj

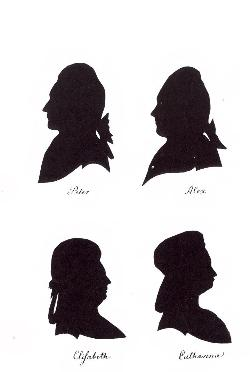
Silhuettbilder av de fyra syskonen i Horsens, ca 1781.

Peter Antonovitj, född 1746, död 1787 i Horsens i Danmark, var en rysk statsfånge, son till Rysslands regent storfurstinnan Anna Leopoldovna och Anton Ulrik av Braunschweig-Lüneburg och bror till tsar Ivan VI av Ryssland. Han var rysk politisk statsfånge under hela sitt liv, från 1780 i husarrest i Horsens.